# 白山市立松任中川一政記念美術館
白山市立松任中川一政記念美術館（はくさんしりつ まっとうなかがわかずまさきねんびじゅつかん）は、石川県白山市にある美術館である。
1986年10月に「松任市立中川一政記念美術館」として開館した。松任（現 白山市）が中川一政の母すわの生まれ故郷である縁から、中川一政より作品の寄付を受けたものである。2005年2月、市町村合併に伴い「白山市立松任中川一政記念美術館」に改称した。